# لورينزو سورينتينو
لورينزو سورينتينو (بالإيطالية: Lorenzo Sorrentino)‏ هو لاعب كرة قدم إيطالي في مركز الهجوم، ولد في 20 سبتمبر 1995 في روما في إيطاليا.

## وصلات خارجية
- لورينزو سورينتينو على موقع قاعدة بيانات كرة القدم.إي يو (الإنجليزية)
- لورينزو سورينتينو على موقع Soccerway.com (الإنجليزية)
- لورينزو سورينتينو على موقع عالم كرة القدم.نت (الإنجليزية)